# 卡萨雷斯德拉斯乌尔德斯
卡萨雷斯德拉斯乌尔德斯，是西班牙埃斯特雷马杜拉卡塞雷斯省的一个市镇。总面积21平方公里，2001年普查人口總數為647人，人口密度為每平方公里31人。